# Stade du Kehrweg
Le Kehrwegstadion (Stade du Kehrweg) est un stade dans la ville belge d'Eupen. C'est le stade de l'équipe du football KAS Eupen, qui joue dans le Championnat de Belgique de football. La ville d'Eupen est le propriétaire du stade, qui le prête à l'équipe. Le stade a une capacité de 8 000 spectateurs répartis sur quatre tribunes. Le stade est équipé de buvettes, plusieurs loges et un restaurant.

## Histoire
Le stade d'Eupen compte 6 000 places quand le club remporte, en 2010, le tour final du championnat de Division 2 belge donnant accès au niveau supérieur. Pour pouvoir jouer en Division 1 la saison suivante, les installations doivent être mises en conformité avec les normes requises par la Pro League. Une tribune de 4 000 places assises doit être construite en vingt semaines. Un système de chauffage du terrain doit être installé. Enfin, l'éclairage doit être amélioré pour permettre de meilleures retransmissions télévisées. Le montant total des travaux est évalué à 5,3 millions d'euros.
Le 15 octobre 2010, 5 semaines après le début des travaux, le stade du Kehrweg est conforme aux normes exigées par la Division 1 et peut accueillir, dès le lendemain, l'équipe de K Saint-Trond VV. Notons, pour l'anecdote, que c'est l'AS Eupen qui remporta ce match sur le score de 6 à 0. Ce résultat fut également synonyme de première victoire pour les Pandas en Division 1.